# Stadl-Paura
Stadl-Paura är en ort och stadskommun i Österrike. Den ligger i distriktet Wels-Land i förbundslandet Oberösterreich,  190 kilometer väster om huvudstaden Wien. 
Kommunen består av tre ortsdelar (Ortschaften) (inom parentes invånarantal 1 januari 2024):
- Stadl-Hausruck (1 241)
- Stadl-Traun (3 866)
- Stadl-Ufer (125)